# Severní Čína

Severní Čína

Severní Čína (čínsky v českém přepisu Chua-pej, pchin-jinem Huáběi, znaky zjednodušené 华北, tradiční 華北) je oblast Čínské lidové republiky, jejímž centrem je Velká čínská nížina. Leží tedy skutečně na severu Číny, ale nepatří k ní ani oblast takzvané Severovýchodní Číny (historického Mandžuska) na východě, ani Severozápadní Čína na západě.
Výčtem nižších správních celků lze určit Severní Čínu následovně: Patří do ní přímo spravovaná města Peking a Tchien-ťin, provincie Che-pej a Šan-si a autonomní oblast Vnitřní Mongolsko.